# 中国人民武装警察部队西宁指挥学院
中国人民武装警察部队西宁指挥学院，简称武警西宁指挥学院，是曾经存在的一所武警部队初级指挥干部军事高等院校，隶属武警青海总队，正师级。现已撤销，改建为训练基地。
学院与青海师范大学进行警地联合办学，关注高原部队作战。招收陕西、甘肃、青海、新疆、宁夏五省区应届高中毕业生。

## 历史与沿革
- 1984年2月1日，国务院批准武警青海总队教导大队正式改建中国人民武装警察部队西宁指挥学校（武警西宁指挥学校）。
- 2004年，建立中国人民武装警察部队指挥学院西宁分院，合署办公。
- 2006年，武警西宁指挥学校、武警指挥学院西宁分院合并，升格中国人民武装警察部队西宁指挥学院。
- 2011年，撤销，改建为训练基地。

## 专业
- 武警指挥专业

### 引用
1. ↑  .   [2011-03-12]. （原始内容存档于2011-03-24）.